# Daniel Burley Woolfall
Daniel Burley Woolfall (15 de junho de 1852 — 24 de outubro de 1918) era um administrador da FA (Associação de Futebol da Inglaterra) de Blackburn. Faleceu no dia 24 de agosto de 1918.
Foi o segundo presidente da FIFA (Federação Internacional de Futebol Associado). Assumiu o cargo em 4 de junho de 1906, permanecendo no posto até 1918.
Durante o seu mandato foi fundamental para a entidade máxima do futebol.
Impôs diversos parâmetros importantes, entre os quais a elaboração de normas para os uniformes a nível internacional, a aplicação das leis do jogo, criadas sob o modelo inglês, e a obrigatoriedade de definições claras para jogos internacionais.
Após dois anos de mandato, ajudou a organizar a primeira competição internacional com futebol, os Jogos Olímpicos de Londres de 1908.
Quando ainda era presidente trouxe as primeiras entidades não europeias para membros da FIFA: África do Sul, Argentina, Chile e Estados Unidos. A sua ação foi interrompida pela eclosão da Primeira Guerra Mundial.
A presidência de Woolfall terminou com a sua morte.